# Pfarrhaus (Burtenbach)

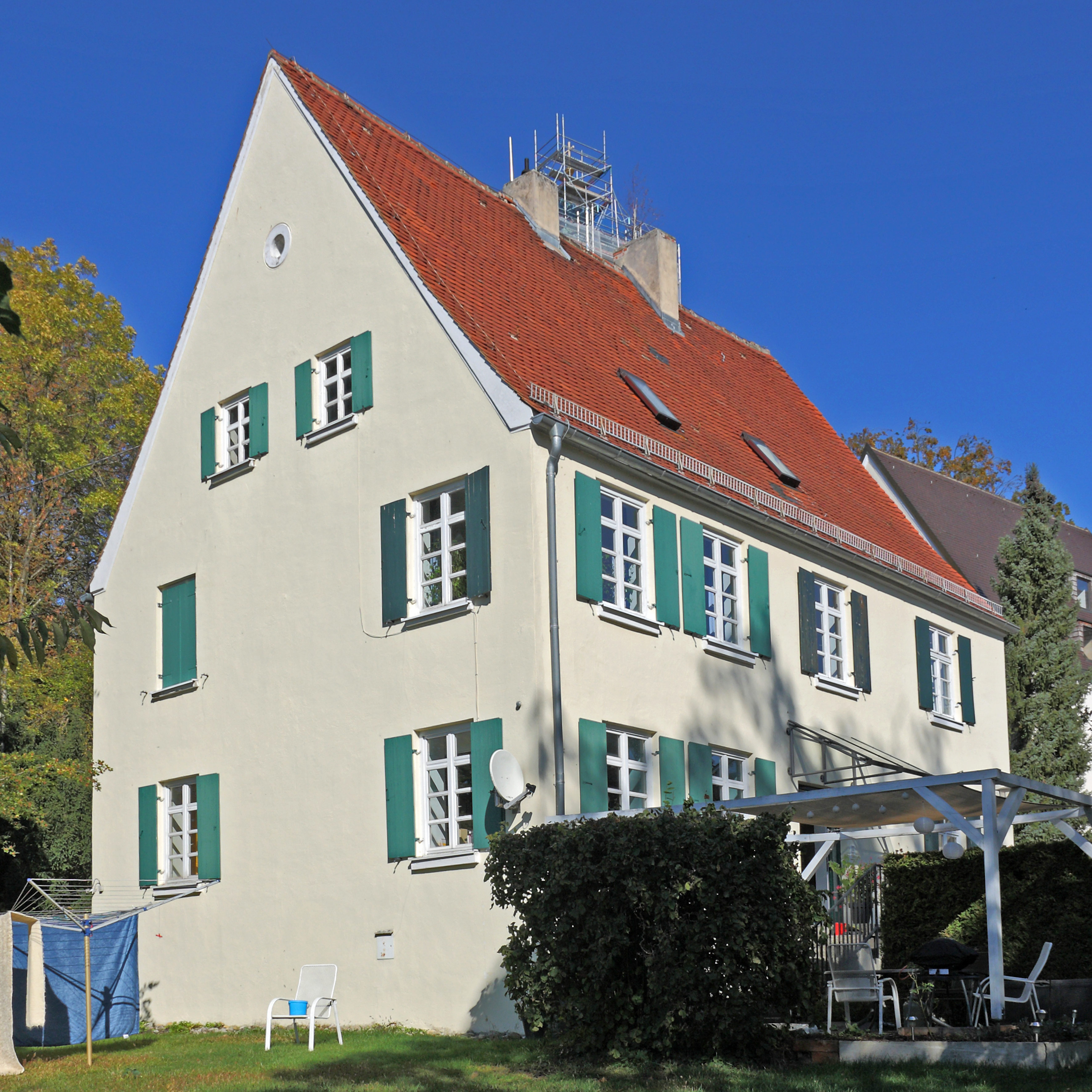
Pfarrhaus in Burtenbach

Das Pfarrhaus in Burtenbach, einer Gemeinde im Landkreis Günzburg im bayerischen Regierungsbezirk Schwaben, wurde im Kern im 17./18. Jahrhundert errichtet und 1833 weitgehend erneuert. Das Pfarrhaus am Kirchberg 2, neben der evangelisch-lutherischen Johanneskirche, ist ein geschütztes Baudenkmal.
Der zweigeschossige Giebelbau mit hohem Sockel besitzt zwei zu vier Fensterachsen. Die Überformung von 1833 und der Umbau von 1890 sowie Modernisierungen in den 1980er Jahren haben die historische Substanz des Gebäudes stark reduziert.